# بريت كامبل
بريت كامبل (بالإنجليزية: Brett Campbell)‏ هو لاعب كرة قاعدة أمريكي، ولد في 17 أكتوبر 1981 في أتلانتا في الولايات المتحدة.

## وصلات خارجية
- بريت كامبل على موقع دوري كرة القاعدة الرئيسي (الإنجليزية)
- بريت كامبل على موقعبيزبول رفرنس.كوم (الدوري الرئيسي) (الإنجليزية)
- بريت كامبل على موقعبيزبول رفرنس.كوم (الدوري الثانوي) (الإنجليزية)